# Шагрестан (село, Хошкебіджар)
Шагрестан (перс. شهرستان) — село в Ірані, у дегестані Хаджі-Бекенде-Хошкебіджар, у бахші Хошкебіджар, шагрестані Решт остану Ґілян. За даними перепису 2006 року, його населення становило 874 особи, що проживали у складі 279 сімей.

## Клімат
Середня річна температура становить 14,33°C, середня максимальна – 28,27°C, а середня мінімальна – -0,66°C. Середня річна кількість опадів – 1175 мм.
| Клімат поселення                              | Клімат поселення | Клімат поселення | Клімат поселення | Клімат поселення | Клімат поселення | Клімат поселення | Клімат поселення | Клімат поселення | Клімат поселення | Клімат поселення | Клімат поселення | Клімат поселення | Клімат поселення |
| Показник                                      | Січ.             | Лют.             | Бер.             | Квіт.            | Трав.            | Черв.            | Лип.             | Серп.            | Вер.             | Жовт.            | Лист.            | Груд.            |                  |
| Середній максимум, °C                         | 8,50             | 9,21             | 11,96            | 17,39            | 21,80            | 25,49            | 28,27            | 28,10            | 24,66            | 20,90            | 16,19            | 11,72            |                  |
| Середня температура, °C                       | 3,93             | 4,62             | 7,38             | 12,81            | 17,24            | 20,90            | 24,14            | 23,97            | 20,54            | 16,80            | 12,08            | 7,60             |                  |
| Середній мінімум, °C                          | −0,66            | 0,03             | 2,79             | 8,22             | 12,64            | 16,30            | 20,03            | 19,84            | 16,42            | 12,67            | 7,95             | 3,49             |                  |
| Норма опадів, мм                              | 117              | 94               | 87               | 45               | 44               | 30               | 30               | 62               | 134              | 209              | 181              | 142              |                  |
| Середньомісячна швидкість вітру, м/с          | 2.40             | 2.49             | 2.41             | 2.44             | 2.44             | 2.70             | 2.60             | 2.40             | 2.24             | 2.15             | 2.01             | 2.10             |                  |
| Середньомісячна сонячна радіація, кДж/м²·день | 6821             | 8937             | 10886            | 15593            | 20007            | 22237            | 22998            | 19349            | 15679            | 10759            | 8512             | 6538             |                  |
| --------------------------------------------- | ---------------- | ---------------- | ---------------- | ---------------- | ---------------- | ---------------- | ---------------- | ---------------- | ---------------- | ---------------- | ---------------- | ---------------- | ---------------- |
| Джерело:                                      |                  |                  |                  |                  |                  |                  |                  |                  |                  |                  |                  |                  |                  |